# Sergio Balanzino

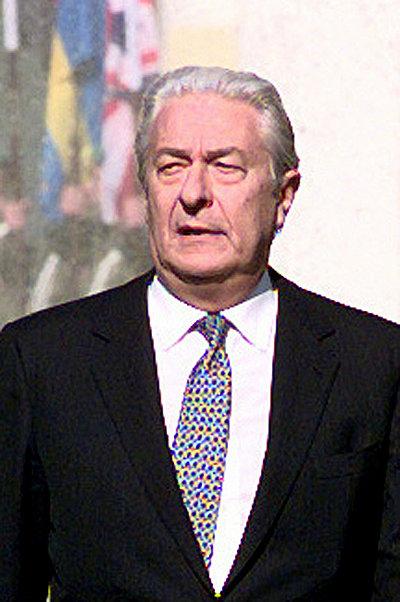
Sergio Balanzino.jpg

Sergio Silvio (Sergio) Balanzino (Bologna, 20 juni 1934 – Brussel, 25 februari 2018) was een Italiaans diplomaat.
Nadat te zijn afgestudeerd aan de rechtenfaculteit van de Universiteit Sapienza Rome, kwam Balanzino in 1958 in dienst van het Italiaanse ministerie van Buitenlandse Zaken.
Hij was Italiaans ambassadeur in Canada van mei 1990 tot januari 1994 en werd toen afgevaardigde bij het secretariaat-generaal van de NAVO. Hij was tweemaal waarnemend secretaris-generaal: een eerste maal toen Manfred Wörner om gezondheidsredenen ontslag had genomen. Op 17 oktober 1994 werd hij vervangen door Willy Claes, die op 20 oktober 1995 ontslag nam in verband met beschuldigingen van corruptie bij de aankoop van helikopters door het Belgische leger.
Opnieuw werd Balanzino waarnemend secretaris-generaal, tot de benoeming van Javier Solana op 5 december 1995.
Balanzino doceerde aan de Loyola-universiteit in Chicago.